# 恩撫郡
恩撫郡，中国南北朝时设置的郡。
南朝梁天监八年（509年）置恩撫郡，属东徐州。治所在今江苏省淮安市淮阴区西南古泗水西。太清三年（549年）恩撫郡被东魏占领，东魏武定七年（549年）废除恩撫郡，合并恩撫郡二县置招义县。